# Daikaku-ji

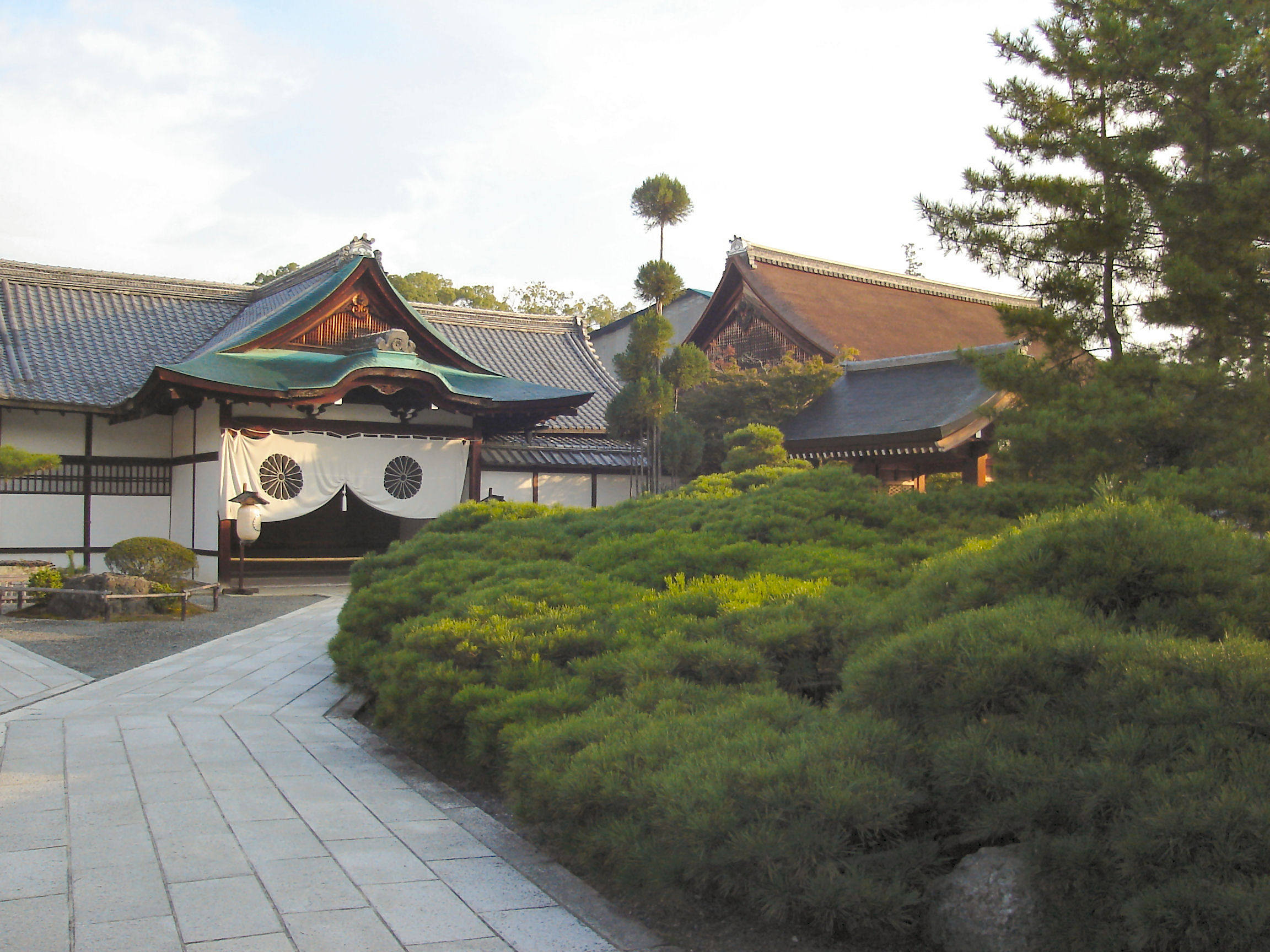
Inneres des Tempelbezirkes

Der Daikaku-ji (japanisch 大覚寺) ist ein buddhistischer Tempel im Stadtteil Sagano (嵯峨野) im Bezirk Ukyō-ku der japanischen Stadt Kyōto und ein Haupttempel der Shingon-shū. Er wurde im Jahr 876 begründet.

## Übersicht
Die Ursprünge des Tempels gehen ins Jahr 814 zurück, als der Saga-tennō einen Palast, den Saga-in, auf dem Grundstück des heutigen Tempels bauen ließ. Der Palast wurde später zu einer kaiserlichen Villa (Saga-rikyū), die schließlich im Jahr 876 von Masako-naishinnō (正子内親王; 810–879), dritte Tochter des Saga-tennō und Gemahlin des Junna-tennō, zum Tempel unter dem Namen Daikaku-ji umgestaltet wurde. Vorsteher des Tempels war von Anfang an ein Prinz des Kaiserhauses, was den Daikaku-ji zum System der Monzeki (門跡) gehören lässt.
Im 13. und 14. Jahrhundert kam der Daikaku-ji zu einigem Ruhm, da mehrere abgedankte Tennō (u. a. Go-Saga, Kameyama und Go-Uda) sich zu Mönchen ordinieren ließen und diesen Tempel zu ihrem Wohnort machten, einige regierten sogar hinter den Kulissen weiter.
Im Jahr 1336, während des chaotischen Übergangs der Kamakura-Zeit in die Muromachi-Zeit wurde der Daikaku-ji vollständig niedergebrannt, später aber unter der Herrschaft der Ashikaga wieder aufgebaut.

## Ausgewählte Bauten

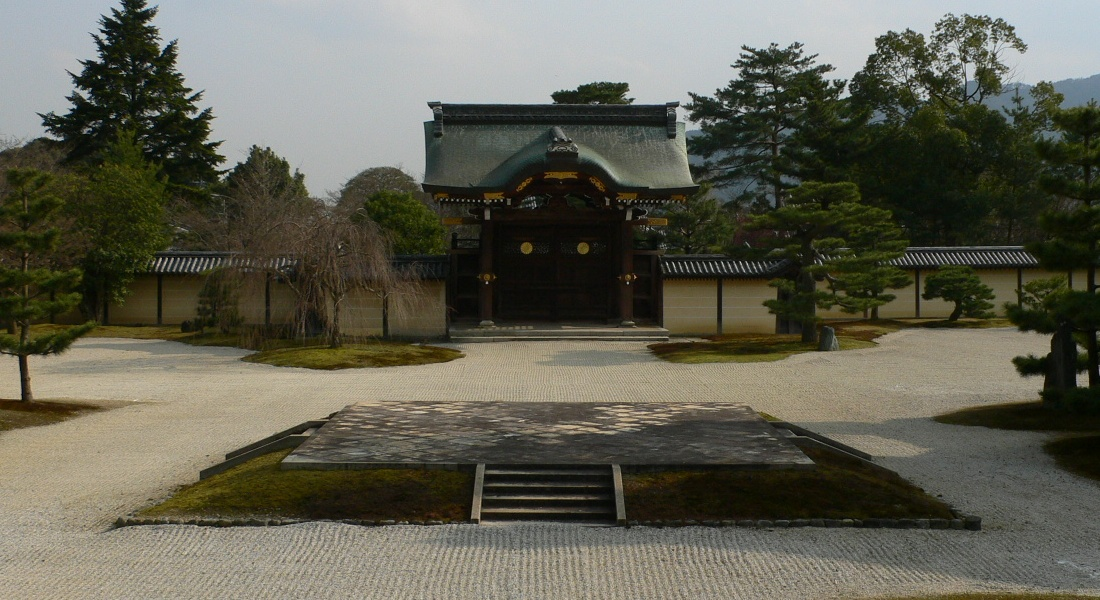
Das zwischen 1848 und 1854 wiederaufgebaute Chokushi-mon (勅使門), das Tor für den Boten des Tennō
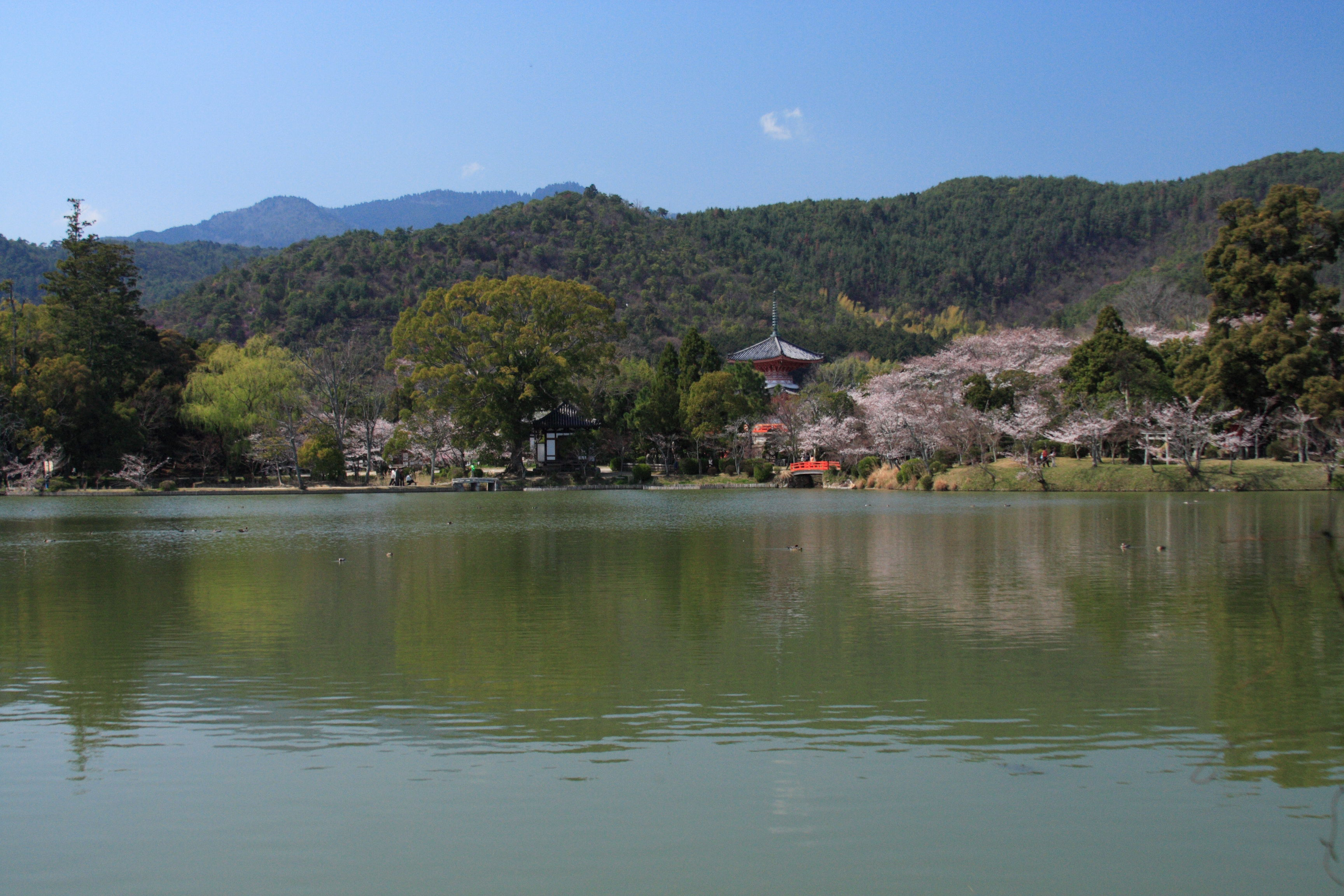
Ōsawa-no-ike (大沢池), der Teich ist Teil des ältesten künstlich angelegten Gartens in Japan.
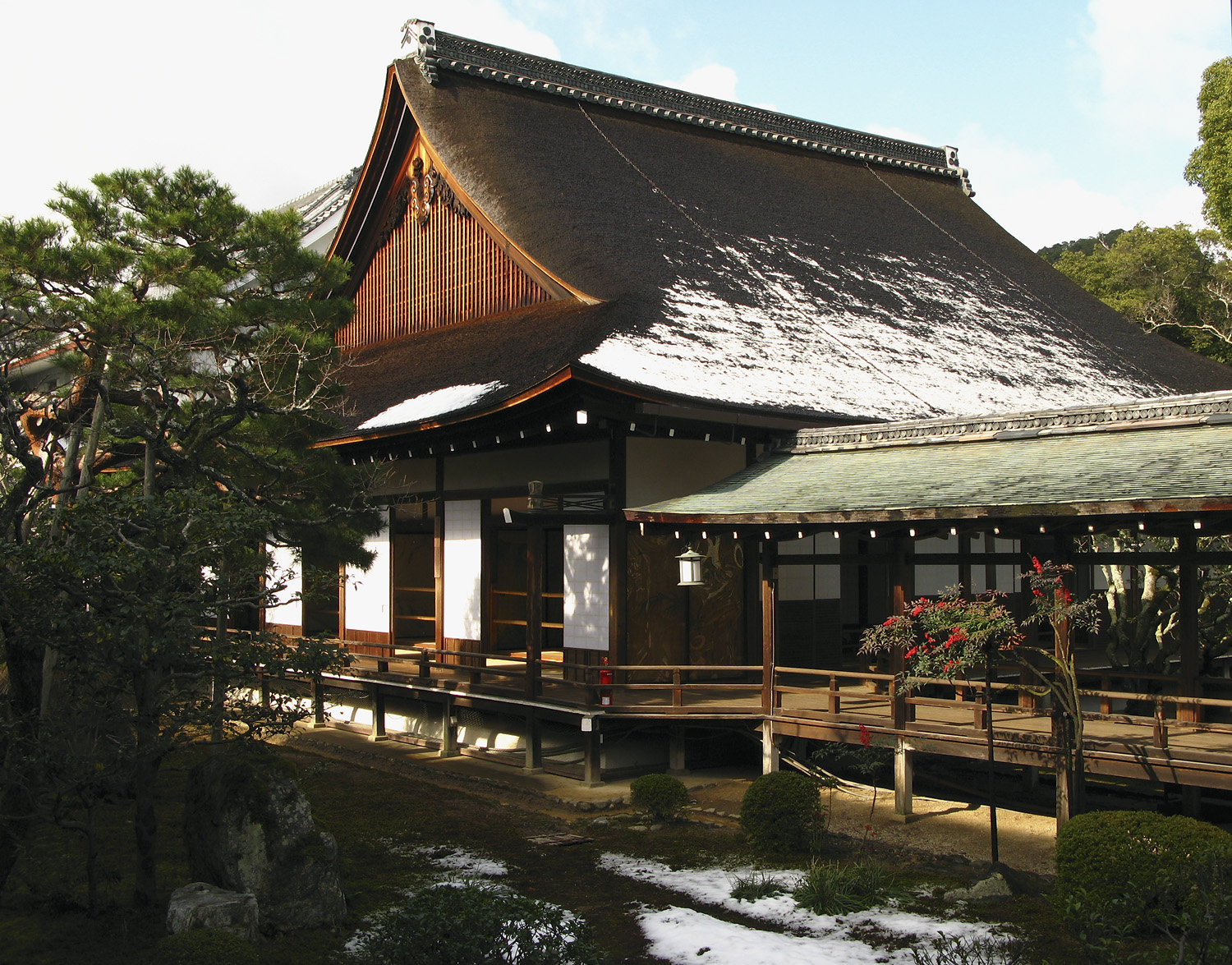
In der während der Momoyama-Zeit erbauten Shōshin-den (正寝殿) tätigte Go-Uda seine Regierungsgeschäfte.
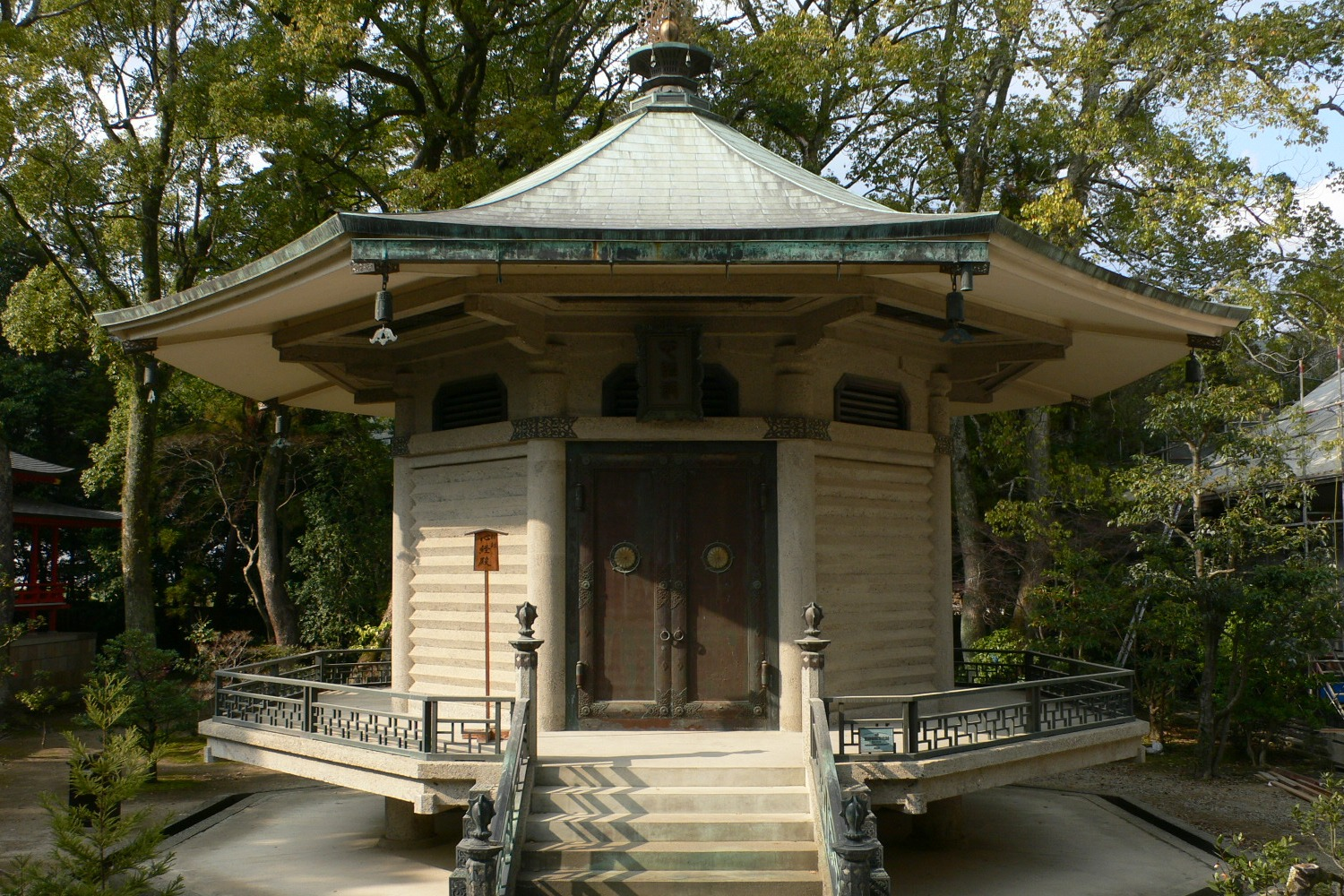
Shinkyō-den (心経殿), 1925 erbaut, beherbergt von Tennōs handgefertigte Kopien (写経, shakyō) des Herz-Sutras und eine Statue von Yakushi Nyorai
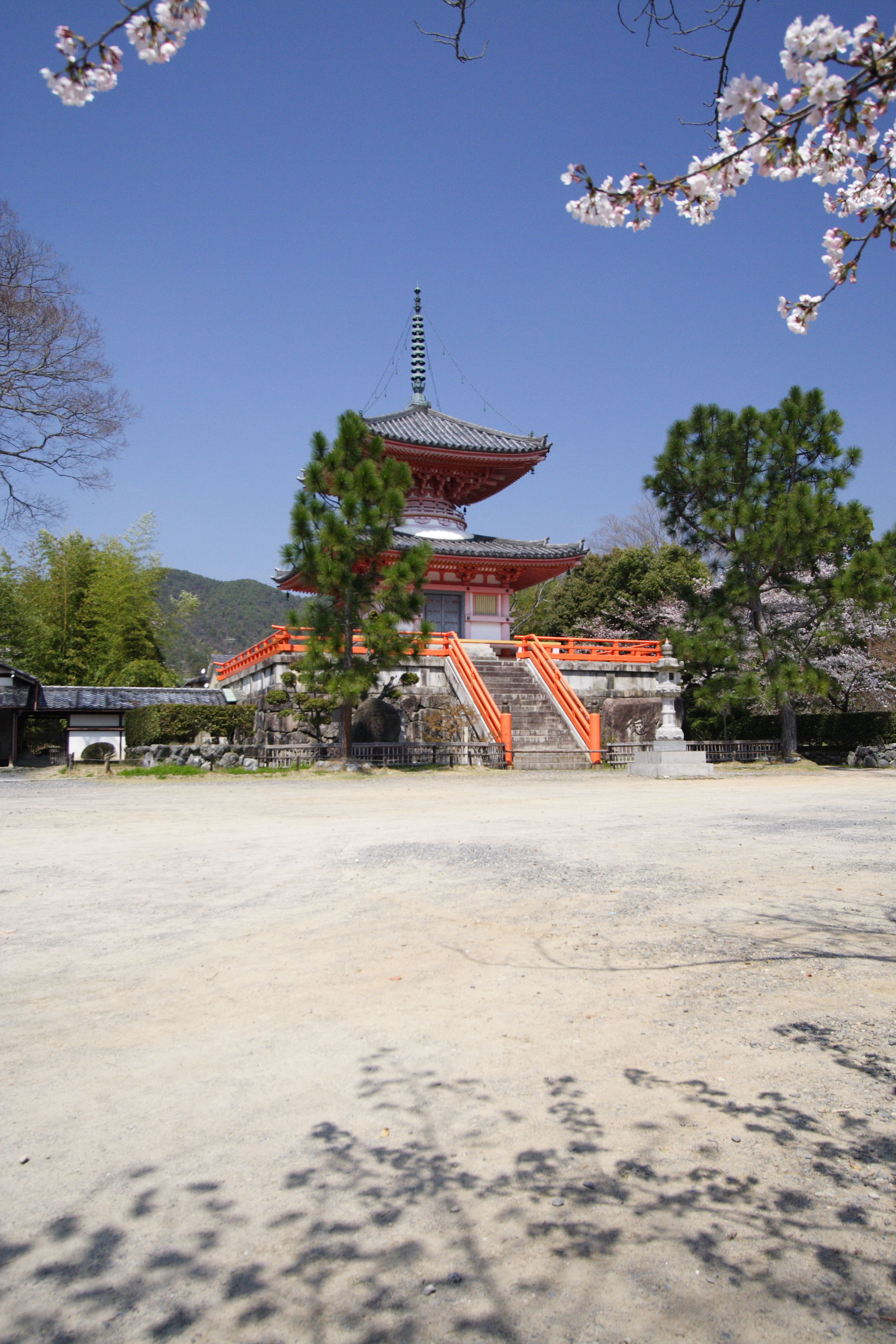
Shingyō-hōtō (心経宝塔), 1967 zur 1150-Jahr-Feier des Herz-Sutras-shakyō des Saga-tennō errichtet